# Flatoidinus signatus
Flatoidinus signatus är en insektsart som först beskrevs av Melichar 1902.  Flatoidinus signatus ingår i släktet Flatoidinus och familjen Flatidae. Inga underarter finns listade i Catalogue of Life.